# Sarotherodon caudomarginatus
 Sarotherodon caudomarginatus és una espècie de peix de la família dels cíclids i de l'ordre dels perciformes.

## Morfologia
Els mascles poden assolir els 15,6 cm de longitud total.

## Distribució geogràfica
Es troba des del riu Corubal (Guinea Bissau) fins a l'oest de Libèria.